# 旧制中等教育学校の一覧 (宮城県)
宮城県における旧制中等教育学校の一覧（きゅうせいちゅうとうきょういくがっこうのいちらん）とは、学制改革前（第二次世界大戦前）の宮城県内での旧学制の中等教育学校をまとめた一覧である。後身となる新制高等学校（新制中学校・高等学校）についても掲載した。

## 旧制中学校

### 公立
- 宮城県尋常中学校（1892年）⇒ 宮城県中学校 ⇒ 宮城県第一中学校 ⇒ 宮城県立第一中学校 ⇒ 宮城県立仙台第一中学校 ⇒ 宮城県仙台第一中学校 ⇒《新制》宮城県仙台第一高等学校
- 宮城県第二中学校（1900年）⇒ 県立宮城県第二中学校 ⇒ 宮城県立仙台第二中学校 ⇒ 宮城県仙台第二中学校 ⇒《新制》宮城県仙台第二高等学校
- 宮城県尋常中学校志田郡立分校（1897年）⇒ 宮城県中学校志田郡立分校 ⇒ 宮城県第三中学校（1900年）⇒ 宮城県第三中学校 ⇒ 県立宮城県第三中学校 ⇒ 宮城県立古川中学校 ⇒ 宮城県古川中学校 ⇒《新制》宮城県古川高等学校
- 宮城県尋常中学伊具郡立分校（1897年）⇒ 宮城県中学校伊具郡立分校 ⇒ 宮城県第一中学校伊具郡立分校 ⇒ 宮城県第四中学校（1901年）⇒ 宮城県立角田中学校 ⇒ 宮城県角田中学校 ⇒《新制》宮城県角田高等学校
- 県立宮城県第三中学校栗原分校（1901年）⇒ 県立宮城県第五中学校（1904年）⇒ 宮城県立築館中学校 ⇒ 宮城県築館中学校 ⇒《新制》宮城県築館高等学校
- 宮城県立第二中学校登米分校（1902年）⇒ 宮城県立第六中学校（1904年）⇒ 宮城県立佐沼中学校 ⇒ 宮城県佐沼中学校 ⇒《新制・統合》宮城県佐沼高等学校
- 刈田中学講習会（1899年）⇒ 私立刈田造士館 ⇒ 私立刈田中学校（1901年）⇒ 刈田郡立刈田中学校 ⇒ 宮城県立白石中学校（1910年）⇒ 宮城県白石中学校 ⇒《新制》宮城県白石高等学校
- 宮城県石巻中学校（1923年）⇒《新制》宮城県石巻高等学校
- 宮城県気仙沼中学校（1927年）⇒《新制》宮城県気仙沼高等学校
- 仙台市立仙台中学校（1940年）⇒《新制》仙台高等学校 ⇒ 仙台市立仙台高等学校（2009年）
- 宮城県塩竈中学校（1943年：塩竈市立）⇒《新制》宮城県塩釜高等学校 ⇒（1970年：県立移管）⇒（2010年：統合・共学化）宮城県塩釜高等学校
- 宮城県大河原中学校 ⇒《新制・大河原高等女学校と統合》宮城県大河原高等学校 ⇒（統合）宮城県柴田農林高等学校普通部 ⇒ 宮城県柴田高等学校普通部 ⇒（1953年：普通部が分離独立）宮城県大河原高等学校 ⇒ 宮城県大河原商業高等学校
- 仙台夜間中学 ⇒ 夜間仙台明善中学・仙台市立夜間中学・仙台市立図南中学 ⇒ 仙台市立図南中学校 ⇒ 仙台図南高等学校定時制 ⇒ 仙台市立仙台図南萩陵高等学校定時制

### 私立
- 東北学院普通科（1891年）⇒ 東北学院中学部 ⇒《新制》東北学院中学校・高等学校
  - 東北学院第二中学部 ⇒ 東北学院第二中学校 ⇒ 東北学院高等学校
- 東京数学院宮城分院（1894年）⇒ 仙台数学院 ⇒ 東北中学校（1900年）⇒《新制》東北高等学校
- 育英塾（1905年）⇒ 仙台育英学校 ⇒ 仙台育英中学校（1922年）⇒《新制》仙台育英高等学校 ⇒（1962年：仙台育英商業高等学校と統合）仙台育英学園高等学校
- 曹洞宗専門支校（1875年）⇒ 曹洞宗第二中学林 ⇒ 栴檀中学校（1926年）⇒《新制》栴檀学園高等学校 ⇒ 東北福祉短期大学附属高等学校 ⇒ 東北福祉大学附属高等学校 ⇒ 栴檀学園高等学校（1975年閉校）

## 高等女学校

### 公立
- 仙台市高等女学校（1897年）⇒（1900年：県立移管）宮城県高等女学校 ⇒ 宮城県第一高等女学校 ⇒《新制》宮城県第一女子高等学校 ⇒（2008年：共学化）宮城県宮城第一高等学校
- 私立東華女学校（1904年）、宮城県第二高等女学校（1918年：宮城県女子師範学校に併設）⇒（1921年：両校を統合）宮城県第二高等女学校 ⇒《新制》宮城県第二女子高等学校 ⇒（2010年：共学化）宮城県仙台二華中学校・高等学校
- 宮城県第三高等女学校（1924年：宮城県女子師範学校に併設）⇒《新制》宮城県第三女子高等学校 ⇒（2010年：共学化）宮城県仙台三桜高等学校
- 宮城県伊具郡立角田女子実業学校（1907年）⇒ 宮城県伊具郡立角田実科高等女学校 ⇒ 宮城県伊具郡角田実科高等女学校 ⇒ 宮城県伊具郡角田高等女学校（1920年）⇒ 宮城県角田高等女学校 ⇒《新制》宮城県角田女子高等学校 ⇒（2005年：統合）宮城県角田高等学校
- 白石町立白石実科高等女学校（1911年）⇒ 刈田郡立白石実科女学校 ⇒ 刈田郡立白石高等女学校（1920年）⇒ 宮城県白石高等女学校 ⇒《新制》宮城県白石女子高等学校 ⇒（2010年：統合）宮城県白石高等学校
- 宮城県志田郡立古川高等女学校（1920年）⇒ 宮城県古川高等女学校 ⇒《新制》宮城県古川女子高等学校 ⇒（2005年：共学・中高一貫化）宮城県古川黎明中学校・高等学校
- 石巻町立石巻実科高等女学校（1911年）⇒ 牡鹿郡立石巻実科高等女学校 ⇒ 牡鹿郡石巻実科高等女学校 ⇒ 宮城県石巻高等女学校（1921年）⇒《新制》宮城県石巻女子高等学校 ⇒（2006年：共学化）宮城県石巻好文館高等学校
- 遠田郡立涌谷実科高等女学校（1919年）⇒ 宮城県涌谷高等女学校（1921年）⇒《新制》宮城県涌谷高等学校
- 宮城県登米町立実科高等女学校（1920年）⇒ 宮城県登米高等女学校（1927年）⇒《新制》宮城県登米高等学校
- 塩竃尋常高等小学校付設実業補習学校（1912年）⇒ 塩竃女子商業補習学校 ⇒ 塩竃実科高等女学校（1929年）⇒ 塩竃高等女学校（1943年）⇒《新制》宮城県塩釜女子高等学校 ⇒（1970年：県立移管）⇒（2010年：統合）宮城県塩釜高等学校
- 佐沼町立佐沼実科高等女学校（1920年）⇒ 町立佐沼高等女学校 ⇒《新制・統合》宮城県佐沼高等学校
- 大河原町立実科高等女学校（1922年）⇒ 宮城県大河原実科高等女学校 ⇒ 宮城県大河原高等女学校（1943年）⇒《新制・大河原中学校と統合》宮城県大河原高等学校 ⇒（統合）宮城県柴田農林高等学校普通部 ⇒ 宮城県柴田高等学校普通部 ⇒（1953年：普通部が分離独立）宮城県大河原高等学校 ⇒ 宮城県大河原商業高等学校
- 気仙沼町立気仙沼実科高等女学校（1923年）⇒ 宮城県気仙沼実科高等女学校 ⇒ 宮城県気仙沼高等女学校（1943年）⇒《新制》宮城県気仙沼女子高等学校 ⇒ 宮城県鼎が浦高等学校 ⇒（2005年：統合）宮城県気仙沼高等学校
- 岩沼実科高等女学校（1924年）⇒ 宮城県岩沼実科高等女学校 ⇒ 宮城県岩沼高等女学校（1943年）⇒《新制》宮城県名取高等学校
- 志津川町立志津川実科高等女学校（1924年）⇒ 宮城県志津川高等女学校（1943年）⇒《新制・県立移管》宮城県志津川高等学校
- 鹿又実科高等女学校（1924年）⇒ 宮城県鹿又高等女学校（1943年）⇒《新制》宮城県鹿又高等学校 ⇒ 宮城県河南高等学校（1966年）⇒ 宮城県石巻北高等学校（2010年）
- 宮城県飯野川実科高等女学校（1927年）⇒ 宮城県飯野川高等女学校 （1943年）⇒《新制》宮城県飯野川高等学校（町立）⇒ 宮城県飯野川高等学校（県立）⇒ 閉校（飯野川高等学校十三浜校が宮城県石巻北高等学校の分校となり、飯野川高校跡地に移転、宮城県石巻北高等学校飯野川校となる）
- 宮城県村田実科高等女学校（1924年）⇒ 宮城県村田高等女学校（1943年）⇒《新制》宮城県村田高等学校（定時制独立校）⇒（1954年：全日制開校）⇒（1983年：定時制課程廃止）
- 若柳実科高等女学校（1929年：町立）⇒（1933年：県立移管）宮城県若柳実科高等女学校 ⇒ 宮城県若柳高等女学校（1943年）⇒《新制》宮城県若柳高等学校 ⇒（2001年：統合）宮城県迫桜高等学校
- 岩出山町立岩出山実科高等女学校（1929年）⇒ 宮城県岩出山高等女学校（1943年）⇒《新制》宮城県岩出山高等学校
- 志田郡松山町立松山女子専修学校（1932年）⇒ 志田郡松山町立松山実科高等女学校 ⇒ 志田郡松山町立松山高等女学校（1943年）⇒《新制・統合》宮城県古川女子高等学校松山分校 ⇒（独立）宮城県松山高等学校
- 岩ヶ崎町立岩ヶ崎実科高等女学校（1941年）⇒ 宮城県岩ヶ崎高等女学校（1943年）⇒《新制》宮城県岩ヶ崎高等学校 ⇒（1951年：県立移管）宮城県岩ヶ崎高等学校
- 仙台市立東二番丁実科女学校（1918年）⇒ 仙台市立五橋実科女学校（1923年）⇒ 仙台市第一実科高等女学校（1937年）⇒ 仙台市五橋高等女学校（1943年）⇒（1945年：廃校）
  - 仙台市北五番丁実科高等女学校（1921年）⇒ 仙台市第二実科高等女学校（1937年）⇒ 仙台市北五番丁高等女学校（1943年）⇒（1944年：廃校、在学生は五橋高女に編入）
- 昭和高等女学校（1944年）⇒（1946年：閉校）
- 一迫町立一迫実科高等女学校（1924年）⇒ 一迫高等女学校（1946年）⇒《新制・統合》宮城県築館高等学校一迫分校 ⇒（1956年：三分校統合）宮城県築館高等学校一迫町分校 ⇒（1969年：商業科設置）⇒（1973年：分離独立）宮城県一迫商業高等学校
- 石巻実業女学校（1925年）⇒ 宮城県石巻女子商業学校 ⇒ 宮城県石巻市立高等女学校（1946年）⇒《新制》石巻家政高等学校 ⇒ 石巻市立女子高等学校（1962年）⇒（2015年：統合）石巻市立桜坂高等学校
- 町立宮城県築館高等家政女学校（1936年）⇒（1939年：県立移管）⇒《新制》宮城県築館女子高等学校 ⇒（2005年：統合）宮城県築館高等学校

### 私立
- 宮城女学校（1886年）⇒（1911年：高等女学校令準拠）⇒ 宮城高等女学校（1943年）⇒ 宮城学院高等女学校 ⇒《新制》宮城学院中学校・高等学校
- 仙台女学校（1907年）⇒ 仙台高等女学校（1919年）⇒《新制》仙台白百合学園中学校・高等学校
- 常盤木学園高等女学校（1928年）⇒《新制》常盤木学園中学校・高等学校 ⇒ 常盤木学園高等学校
- 吉田高等女学校（1930年）⇒《新制》聖和学園吉田高等学校 ⇒ 聖和学園高等学校
- 尚絅女学校（1892年）⇒ 仙台尚絅女学校 ⇒ 仙台尚絅高等女学校（1943年）⇒《新制》尚絅女学院高等学校中学部・高等部 ⇒ 尚絅女学院中学校・高等学校 ⇒ 尚絅学院女子中学校・高等学校 ⇒（2008年：共学化）尚絅学院中学校・高等学校
- 松操私塾（1879年）⇒ 朴沢松操学校 ⇒ 朴沢松操女学校 ⇒《新制》朴沢女子高等学校 ⇒ 明成高等学校 ⇒ 仙台大学附属明成高等学校
- 東北女子職業学校（1900年）⇒ 東北女子実業学校 ⇒《新制》三島学園女子高等学校 ⇒ 東北生活文化大学高等学校

## 実業学校

### 官立
- 官立無線電信講習所仙台支所 ⇒ 官立仙台無線電信講習所 ⇒ 国立仙台電波高等学校 ⇒ 国立仙台電波工業高等専門学校 ⇒ 国立仙台高等専門学校

### 公立

#### 柴田
- 柴田郡立蚕業講習所（1908年）⇒ 宮城県柴田農学校 ⇒ 宮城県柴田農林学校（1926年）⇒《新制》宮城県柴田農林高等学校

#### 伊具
- 宮城県伊具農蚕学校（1920年）⇒《新制》宮城県伊具農蚕高等学校 ⇒ 宮城県伊具高等学校（1963年）

#### 亘理
- 亘理郡立亘理簡易養蚕学校（1898年）⇒ 亘理郡立亘理農蚕学校 ⇒ 宮城県亘理蚕業学校 ⇒ 宮城県亘理養蚕園芸学校 ⇒ 宮城県亘理農蚕学校 ⇒《新制》宮城県亘理農業高等学校 ⇒ 宮城県亘理高等学校（1964年）

#### 名取
- 宮城農学校（1885年）⇒ 県立宮城農学校 ⇒ 宮城県立宮城農学校 ⇒ 宮城農学校 ⇒《新制》宮城県農業高等学校

#### 宮城・仙台
- 仙台市徒弟実業学校（1896年）⇒ 仙台市工業学校 ⇒ 市立仙台工業学校 ⇒ 仙台工業学校 ⇒《新制》仙台工業高等学校 ⇒ 仙台市立仙台工業高等学校
- 仙台市簡易商業学校（1896年）⇒ 仙台市商業学校（1899年）⇒ 市立仙台商業学校 ⇒ 仙台商業学校 ⇒《新制》仙台商業高等学校 ⇒ 仙台市立仙台商業高等学校 ⇒（2009年：仙台女子商業高等学校と統合）
- 仙台女子商業学校（1944年）⇒《新制・統合》仙台商業高等学校（女子部）⇒（1957年：独立）仙台女子商業高等学校⇒（2009年：統合、共学化）仙台市立仙台商業高等学校
- 宮城県立工業学校（1913年）⇒ 宮城県工業学校 ⇒《新制》宮城県工業高等学校

#### 黒川
- 黒川農学校（1901年）⇒ 黒川郡立黒川農学校 ⇒（1922年：県立移管）宮城県黒川農学校 ⇒《新制》宮城県黒川高等学校

#### 加美
- 加美郡立加美蚕業学校（1900年）⇒ 宮城県加美農蚕学校 ⇒《新制》宮城県加美農業高等学校

#### 志田
- 古川商業専修学校（1934年）⇒ 私立青年学校古川商業専修学校 ⇒ 公立青年学校宮城県志田郡古川町商業専修学校 ⇒ 宮城県古川商業学校 ⇒ 宮城県古川工業学校 ⇒《新制》宮城県古川工業高等学校

#### 遠田
- 私立養蚕伝習所（1882年）⇒ 遠田郡立養蚕伝習所（1888年）⇒ 遠田郡簡易農学校 ⇒ 遠田郡農学校 ⇒ 郡立遠田郡甲種農学校 ⇒ 宮城県立小牛田農林学校（1919年）⇒ 宮城県小牛田農林学校 ⇒《新制》宮城県小牛田農林高等学校
- 遠田郡簡易農学校田尻分校（1896年）⇒ 遠田郡農学校田尻分校 ⇒ 宮城県立小牛田農林学校田尻分校 ⇒《新制》宮城県小牛田農林高等学校田尻分校 ⇒（1952年：独立、定時制）田尻町立宮城県田尻高等学校 ⇒（1963年：全日制）⇒（1965年：宮城県に移管）⇒（2008年：改編）宮城県田尻さくら高等学校
- 遠田郡南郷村立国民高等学校（1931年）⇒ 宮城県南郷農学校（1940年）⇒《新制》宮城県南郷農業高等学校 ⇒ 宮城県南郷高等学校（1986年）

#### 栗原
- 栗原郡立簡易農学校（1989年）⇒ 栗原農学校 ⇒《新制》宮城県栗原農業高等学校 ⇒（2001年：統合）宮城県迫桜高等学校

#### 登米
- 上沼村立宮城県上沼実業学校（1926年）⇒ 宮城県上沼農学校（1943年）⇒《新制》宮城県上沼農業高等学校 ⇒ 宮城県上沼高等学校（1993年）⇒（2015年：統合）宮城県登米総合産業高等学校

#### 牡鹿
- 牡鹿郡簡易水産学校（1897年）⇒ 宮城県牡鹿郡水産学校 ⇒ 宮城県郡立牡鹿水産学校（1901年）⇒ 宮城県立水産学校（1908年）⇒ 宮城県水産学校（1919年）⇒《新制》宮城県水産高等学校
- 石巻町立商業補習学校（1911年）⇒ 石巻町立石巻商業学校 ⇒ 石巻商業学校 ⇒（1944年：戦時非常措置）石巻工業学校 ⇒ 石巻商業学校（1946年）⇒《新制》宮城県石巻商業高等学校

#### 本吉
- 気仙沼町立水産補習学校（1901年）⇒ 本吉郡立本吉水産学校（1902年）⇒ 宮城県立水産講習所（1921年）⇒ 宮城県水産試験場気仙沼分場講習部 ⇒ 宮城県水産講習所 ⇒ 宮城県気仙沼水産学校（1945年：県立）⇒《新制》宮城県気仙沼水産高等学校 ⇒ 宮城県気仙沼向洋高等学校（1994年）
- 宮城県津谷農林学校（1946年）⇒《新制》宮城県津谷農林高等学校 ⇒ 宮城県津谷高等学校（1973年）⇒ 宮城県本吉響高等学校（1999年）

## その他
- 五城塾